# Jan Marek Marci
Jan Marek Marci (latin: Johannes Marcus Marci), född 13 juni 1595, död 10 april 1667, böhmsk doktor och vetenskapsman.
Jan Marek Marci föddes i Lanškroun (Kronland). Han tillbringade större delen av sin karriär som professor vid Karlsuniversitetet i Prag, där han var dekan och senare rektor för medicinska fakulteten. Han arbetade även som personlig doktor åt kejsar Ferdinand III samt Leopold I, och utmärkte sig 1648 vid försvarsstriderna av Prag mot den svenska armén. Han studerade bland annat mekaniken för kolliderande himlakroppar, epilepsi och ljusets brytning.
Vid något tillfälle kom Marci att äga Voynich-manuskriptet, förmodligen då dess förre ägare alkemisten Georg Baresch dog. Han sände boken till sin goda vän Athanasius Kircher med ett brev daterat 19 augusti 1666 (möjligtvis 1665).

## Eftermäle
Nedslagskratern Marci på månens baksida och asteroiden 3791 Marci har döpts efter honom.